# Fermín Manso de Zúñiga

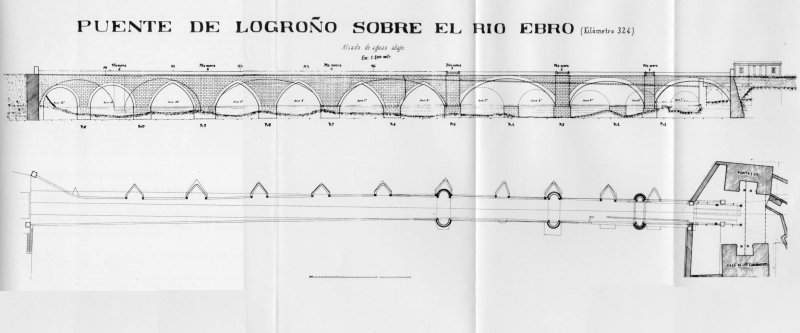
Antiguo puente y proyecto del Puente de Piedra de Logroño.

Fermín Manso de Zúñiga y Echevarría (Badajoz, 22 de octubre de 1849 - Logroño, 14 de diciembre de 1886) fue un Ingeniero español de Caminos Canales y Puertos durante el siglo XIX. Ejerció como ingeniero primero de obras públicas al servicio de la Provincia de Logroño, diseñando los actualmente emblemáticos puentes de Hierro y de Piedra de la capital riojana. También proyectó el puente de madera de Ojacastro.
Se le dedicó el nombre de una paseo en la ciudad de Logroño, junto a la ribera del Ebro.